# Ilzēni (stacja kolejowa)
Ilzēni (ros. Илзени) – stacja kolejowa w miejscowości Ilzēni, w gminie Rzeżyca, na Łotwie. Leży na linii dawnej Kolei Warszawsko-Petersburskiej.